# Xkatún
Xkatún är en ort i Mexiko.   Den ligger i kommunen Chankom och delstaten Yucatán, i den östra delen av landet, 1 100 km öster om huvudstaden Mexico City. Xkatún ligger 28 meter över havet och antalet invånare är 142.
Terrängen runt Xkatún är mycket platt. Runt Xkatún är det glesbefolkat, med 14 invånare per kvadratkilometer. Närmaste större samhälle är Chichén-Itzá, 4,7 km nordväst om Xkatún. I omgivningarna runt Xkatún växer i huvudsak städsegrön lövskog.